# Edward Bellamy House
Das Edward Bellamy House ist ein historisches Wohnhaus in Chicopee Falls im Bundesstaat Massachusetts der Vereinigten Staaten. Es wurde nach dem Schriftsteller Edward Bellamy benannt, der den größten Teil seines Lebens dort verbrachte.

## Architektur
Das zweistöckige Gebäude besteht vollständig aus Holz und verfügt über ein Giebeldach. Der Haupteingang, der sich in einer auf vier Säulen gestützten Veranda befindet, wird von Pilastern Dorischer Ordnung flankiert. Ein Gesims bildet die Basis eines Giebeldreiecks, in das ein Rundfenster eingelassen ist. Der südliche Gebäudeteil ist rechtwinklig zum Hauptgebäude ausgerichtet und verfügt sowohl über einen eigenen Eingang als auch über eine eigene Hausnummer. Die Dächer der beiden Gebäudeteile bilden einen Kreuzgiebel. Daran schließt sich in ebenfalls südlicher Richtung ein einstöckiger Anbau an.

## Historische Bedeutung
Das Haus ist als ehemaliges Wohnhaus von Edward Bellamy bedeutend, der noch als Kind mit seiner Familie 1852 einzog und dort bis zu seinem Tod im Jahr 1898 lebte. Trotz einiger baulicher Veränderungen hat das Gebäude seinen ursprünglichen Charakter bewahrt und dient heute als Denkmal für einen der einflussreichsten amerikanischen Schriftsteller des 19. Jahrhunderts.
Als wichtigstes Werk von Bellamy gilt das 1888 erstmals erschienene Buch „Ein Rückblick aus dem Jahre 2000 auf das Jahr 1887“ (Looking Backward), das sowohl literarische als auch politische Bedeutung erlangte. Als utopischer Sozialismus wurde das Buch in den Vereinigten Staaten zum „Fokus der gesamten Liberalisierungsbewegung des späten 19. Jahrhunderts“. In der Literaturwissenschaft bildet das Werk einen wichtigen Baustein in einer Reihe von Utopien, die unter anderem von Platon und Thomas Morus geschrieben wurden, und ist heute ein Klassiker der amerikanischen Literatur.